# Sacred Love
Sacred Love je sedmé studiové album anglického rockového hudebníka Stinga.

## Seznam skladeb
Autorem všech skladeb je Sting.
| Pořadí | Název                        | Délka |
| ------ | ---------------------------- | ----- |
| 1.     | Inside                       | 4:46  |
| 2.     | Send Your Love               | 4:38  |
| 3.     | Whenever I Say Your Name     | 5:25  |
| 4.     | Dead Man's Rope              | 5:43  |
| 5.     | Never Coming Home            | 4:58  |
| 6.     | Stolen Car (Take Me Dancing) | 3:56  |
| 7.     | Forget About the Future      | 5:12  |
| 8.     | This War                     | 5:29  |
| 9.     | The Book of My Life          | 6:15  |
| 10.    | Sacred Love                  | 5:43  |

## Obsazení
- Sting – zpěv, kytara, klávesy
- Kipper – klávesy
- Dominic Miller – kytara
- Mark Egan – baskytara
- Jason Rebello – klavír, Rhodes
- Manu Katché – bicí
- Vinnie Colaiuta – bicí
- Keith Carlock – bicí
- Mary J. Blige – hlavní vokály ve „Whenever I Say Your Name“
- Vicente Amigo – flamenco kytara v „Send Your Love“
- Anoushka Shankar – sitár v „The Book of My Life“
- Rhani Krija – perkuse
- Jeff Young – Hammondovy varhany
- Chris Botti – trubka
- Clark Gayton – pozoun
- Christian McBride – kontrabas
- Dave Hartley – aranže klavíru a sboru
- Joy Rose – doprovodné vokály
- Donna Gardier – doprovodné vokály
- Katreese Barnes – doprovodné vokály
- Ada Dyer – doprovodné vokály
- Aref Durvesh – tabla
- Jacqueline Thomas – violoncello
- Levon Minassian – duduk
- Valerie Denys – kastaněty
- Bahija Rhapl – doprovodné vokály
- Choeur de Radio France (Associate Chorus Master Philip White) – zpěv